# Arnsdorf
Arnsdorf est une commune de Saxe (Allemagne), située dans l'arrondissement de Bautzen, dans le district de Dresde.

## Personnalités liées à la commune
- Johann Joachim Kändler (1706-1775), céramiste né à Fischbach.
- August Emil Nitzsche (1869-1931), homme politique né à Kleinwolmsdorf.
- Albrecht Philipp (1883-1962), homme politique né à Kleinwolmsdorf.
- Hans Bunge (1919-1990), écrivain né à Arnsdorf.
- Jürgen Schütze (1951-2000), coureur cycliste né à Arnsdorf.